# الیس بیسلی
الیس بیسلی (انگلیسی: Allyce Beasley؛ زادهٔ ۶ ژوئیهٔ ۱۹۵۴) هنرپیشه اهل ایالات متحده آمریکا است.

## گزیدهٔ فیلمشناسی
از فیلم‌ها یا برنامه‌های تلویزیونی که وی در آن نقش داشته‌است می‌توان به آثار زیر اشاره کرد.

### سینما
- لگالی بلاند (۲۰۰۱)
- استوارت کوچولو (۱۹۹۹)
- شاهزاده و سرپرست (۱۹۹۹)
- داستان دوروتی دی (۱۹۹۶)
- اسلحه پر ۱ (۱۹۹۳)
- موتوراما (۱۹۹۱)

### تلویزیون
- گاتهام (۲۰۱۵)
- در حد مرگ کسل‌شده (۲۰۱۰)